# Barbara Gress
Barbara Gress (3. september 1957 - 4. november 2001) var en dansk forfatter, billedkunstner, dukkemager og scenograf. Hun var datter af forfatteren Elsa Gress og kunstmaleren Clifford Wright. Hendes lillebror er arkitekt Jonathan Gress. Clifford Wright adopterede Elsa Gress' førstefødte, filolog og debattør David Gress. 
Barbara Gress voksede op i det avangardistiske internationale kunstnermiljø Decenter, der først residerede i en nedlagt skolebygning i Glumsø. I 1970 flyttede familien ind i gartnerboligen i Marienborg Slotspark på Møn. Her levedes livet frit og anarkistisk med prominente kunstnere fra nær og fjern som hyppige gæster. Dette har Barbara Gress skildret i sine anmelderroste erindringsbøger Dæmoner og engle og Huset og Slottet. Hun skrev i 1999 biografien "Da verden var vores" om filminstruktøren Astrid Henning-Jensen. I 2000 udgav hun den humoristiske børnebog Den Pralende Tenor med egne illustrationer. Barbara Gress er som billedkunstner mest kendt for sine DSB-plakater og værker til Dyrehavsbakken. Hun var i en årrække scenograf ved 
Riddersalen på Frederiksberg. Barbara Gress var skabte ligeledes scenografi til bl.a. Danmarks Radio, Det Kongelige Teater og Cirkusrevyen. 
Hun var især i sine sidste år ramt af svær depression og tog sit eget liv i efteråret 2001. Hun efterlod sig en søn.[kilde mangler]